# إدغار جي. كروسمان
إدغار جي. كروسمان (بالإنجليزية: Edgar G. Crossman)‏ هو محامي أمريكي، ولد في 26 أبريل 1895 في ليسبون في الولايات المتحدة، وتوفي في 28 يناير 1967 في نيويورك في الولايات المتحدة.